# Juan Pedro Hernández Moltó
Juan Pedro Hernández Moltó (3 de enero de 1952, Alicante, España) es un político y economista español. Fue presidente de Caja Castilla-La Mancha desde 1999 hasta su intervención por parte del Banco de España en 2009.

## Biografía
Juan Pedro Hernández Moltó nació en Alicante el 3 de enero de 1952. Tiene la licenciatura de Ciencias Económicas por la Universidad Complutense de Madrid y posee estudios en la Universidad de Oxford (Reino Unido). En 1976 ingresó en el Partido Socialista Obrero Español. En 1989 fue designado vicesecretario general de su partido en la comunidad autónoma de Castilla-La Mancha (PSCM. Un año más tarde, accedió al cargo de secretario general autonómico y permaneció en el cargo hasta 1997.
Su actividad se ha centrado en temas de desarrollo regional y ha ocupado diversos cargos vinculados con dicha actividad. Fue consejero de Transportes y Comunicaciones del Gobierno Regional preautonómico entre los años 1981 y 1982. Más tarde, fue consejero de Economía, Hacienda, Comercio y Turismo, entre los años 1982 y 1983; y de Economía y Hacienda, desde 1983 hasta 1988, de la Junta de Comunidades de Castilla-La Mancha.
Entre los años 1989 y 1999 fue diputado del Congreso de España del PSOE por la provincia de Toledo y ejerció la portavocía del Grupo Socialista en la Comisión de Economía del Congreso durante sus dos primeras legislaturas y como portavoz del Grupo Socialista en la Comisión de Industria en su tercera legislatura. Como portavoz socialista en la Comisión de Economía del Congreso, fue vocal en 1994 durante la Comisión de Investigación del caso Ibercorp contra Mariano Rubio. En 1999 fue el candidato de su partido a la alcaldía de Toledo en las elecciones municipales, en las que salió elegido como concejal. 
El 23 de octubre de ese mismo año accedió al cargo de presidente de Caja Castilla-La Mancha, cargo ejercido hasta la intervención de la entidad por parte del Banco de España el 29 de marzo de 2009. Posteriormente fue investigado y procesado por su gestión en dicho cargo y, como consecuencia de ello, fue condenado por la Audiencia Nacional a dos años de prisión por un delito societario de falsedad contable cometido al manipular las cuentas de la entidad, a dos años de inhabilitación para ejercer cargos en el sector financiero y a una multa de 29.970 euros, así como al pago de las costas.